# Birigui
Birigui es un municipio del estado de São Paulo, en el Brasil. La ciudad es una de las principales de la región oeste paulista. Es atendido por la carretera Marechal Rondon (SP-300), la carretera Gabriel Melhado (SP-461) y la Estrada de Ferro Noroeste do Brasil. El municipio está formado únicamente por el distrito principal, que incluye las aldeas de Guatambu y Taquari.

## Topónimo
"Birigui" es un nombre de origen tupí y se refiere a un tipo de mosquito común en la región. Proviene del vocablo tupí mberu'wi, que significa "mosca pequeña".

## Geografía
Se localiza a una latitud 21º17'19" sur y a una longitud 50º20'24" oeste, estando a una altitud de 450 metros.
Posee un área de 530,651 km².
- Clima: subtropical húmedo, con máximas de 36 °C y mínimas de 0 °C. El tipo climático de Birigui es el tropical de sabana (Aw), de acuerdo con la clasificación climática de Köppen.

- Precipitación Pluviométrica: Lluvias de enero a diciembre en torno a 2 300 mm/año.
- Relieve: Meseta arenítica basáltica, con colinas suavemente onduladas.

### Hidrografía
- Río Tietê
- Río Baixotes
- Río Gran
- Río Tabapuã
- Arroyo Baguaçu
- Río de la Colonia
- Río del Imbé
- Río Barro Negro
- Río Agua Blanca
- Río Parpinelli

## Demografía
Demografía en 2008
Población Total: 110 911
- Urbana: 108 629
- Rural: 2 282

Densidad demográfica (hab./km²): 177,72
Mortalidad infantil hasta 1 año (por mil): 9,64
Expectativa de vida (años): 74,96
Tasa de fertilidad (hijos por mujer): 2,01
Tasa de Alfabetización: 92,81%
Índice de Desarrollo Humano (IDH-M): 0,829
- IDH-M Salario: 0,761
- IDH-M Longevidad: 0,833
- IDH-M Educación: 0,893

(Fuente: IPEAFecha)

## Infraestructura

### Carreteras
- SP-300
- SP-461

## Religión
El Cristianismo está presente en la ciudad de la siguiente manera:

### Iglesia Católica
La iglesia católica del municipio forma parte de la Diócesis de Araçatuba.

### Iglesia Protestante
En la ciudad están presentes las más diversas creencias evangélicas, principalmente pentecostales, incluidas las Asambleas de Dios de Brasil (la iglesia evangélica más grande del país), Congregación Cristiana, entre otras. Estas denominaciones están creciendo cada vez más en todo Brasil.